# Peredelkino
Peredelkino est un complexe de datchas situé à 25 km au sud-ouest de Moscou en Russie. Cet ensemble constitua, sous le régime soviétique, une « ville des écrivains », où les gens de lettres adulés par l'Union soviétique pouvaient se livrer paisiblement à leur travail de création.

## Histoire
En 1934, à l’issue du premier congrès de l’Union des écrivains soviétiques, sur les conseils de Maxime Gorki, Staline décida d'offrir 54 hectares de forêt en jouissance perpétuelle aux écrivains les plus méritants du régime. Ceux-ci obtenaient l’usufruit du domaine jusqu’à la fin de leurs jours. À leur mort, un confrère, inscrit sur liste d’attente, emménageait à sa place. 
Le village hébergea ainsi Isaac Babel, Lili Brik, Alexandre Fadeïev, Ilya Ehrenbourg, ainsi que Boris Pasternak, Korneï Tchoukovski, Arseni Tarkovski, Gueorgui Vladimov (ces quatre derniers furent inhumés dans le cimetière du village), ou encore Boulat Okoudjava, Mikhaïl Bakhtine, Benjamin Kaverine et Constantin Simonov. Le poète turc Nâzım Hikmet y a passé les premières années de son exil en URSS. Parmi les pensionnaires plus récents, on retrouve Evgueni Evtouchenko, Andreï Voznessenski, Bella Akhmadoulina, Robert Rojdestvenski et Zourab Tsereteli.
L'arrestation de l'auteur et dramaturge Isaac Babel, à Peredelkino le 15 mai 1939, fut l'un des événements les plus célèbres des Grandes Purges staliniennes. Babel, ramené en voiture à la prison de la Loubianka, sera ensuite torturé, puis fusillé huit mois plus tard par le NKVD.
Le nom de Pérélyguino, dans Le Maître et Marguerite de Mikhaïl Boulgakov, est certainement inspiré de Peredelkino. Une partie du roman La Maison Russie de John le Carré et de son adaptation cinématographique par Fred Schepisi se déroule à Peredelkino.
En 1988, les chalets de Tchoukovski et Pasternak ont été déclarés « maisons commémoratives », tandis que l'ensemble du village a été érigé comme « réserve historique et culturelle ». Une décennie plus tard, la datcha d'Okoudjava, transformée en musée, a également été ouverte au public. Après l'effondrement de l'Union soviétique, Peredelkino est habité par les nouveaux russes. Beaucoup de nouveaux immeubles ont été construits dans le district de Novo-Peredelkino, situé à proximité. 
En 2005, le résident le plus notable de Peredelkino était Alexis II, patriarche de Moscou et de toutes les Russies. La résidence d'été de Loukino (à l'origine construite dans le style néo-russe pour le baron de Bode) jouxte l'église de la Transfiguration du Sauveur, datant du XIXe siècle. Alexis II y mourut le 5 décembre 2008.
Le territoire du complexe est divisé entre les trois unités administratives : si sa partie orientale dépend de la juridiction du district administratif ouest de la ville de Moscou, ses deux autres parties dépendent de l'oblast de Moscou : sa partie nord-ouest relève de la compétence du raïon Odintsovski, tandis sa partie sud-ouest est placée sous la juridiction du raïon Léninski.